# Gobioides africanus
Gobioides africanus es una especie de peces de la familia de los Gobiidae en el orden de los Perciformes.

## Morfología
- Los machos pueden llegar a alcanzar los 12,9 cm de longitud total.
- Número de vértebras: 26.[1][2]

## Hábitat
Es un pez de clima tropical y demersal.

## Distribución geográfica
Se encuentra en el Atlántico oriental: desde el Senegal hasta el Golfo de Guinea (incluyendo las islas) y la República Democrática del Congo.

## Observaciones
Es inofensivo para los humanos. 